# The Endless River
The Endless River este cel al 15-lea album de studio și de asemenea ultimul, al trupei Pink Floyd. A fost lansat de către Parlophone și Columbia Records. A fost lansat pe 7 noiembrie 2014, respectiv pe 10 noiembrie 2014 în Statele Unite ale Americii și în Marea Britanie. Este primul album al trupei Pink Floyd lansat după moartea fondatorului trupei, Richard Wright și al treilea de după plecarea lui Roger Waters în 1985.
Descris ca un album în comemorarea lui Wright, The Endless River cuprinde muzică ambientală și instrumentală. Este bazat pe un material de 20 de ore, produs și scris împreună cu Wright, pentru albumul The Division Bell (1994) care nu a fost folosit la acel moment. Albumul a fost finisat în 2013 și 2014 în studiourile lui David Gilmour, The Astoria și în Medina Studios din Hove, Anglia. A fost produs de către Gilmour, Youth, Andy Jackson și Phil Manzanera. Albumul a primit critici diverse.